# Eerste nationale herenhandbal 2019/20
De eerste nationale 2019–20 is de hoogste divisie in het Belgische handbal.

## Gevolgen van de coronacrisis in België
Nadat eerder de gezamenlijke bonden (KBHB, LFF en VHV) hadden besloten om alle wedstrijden tussen 12 en 31 maart 2020 af te lasten, besloten deze bonden op 20 maart 2020 om alle competities definitief te stoppen.
Op 27 maart werd bekendgemaakt dat, als gevolg van het voortijdige beëindigden van de competities, de gezamenlijke bonden hadden besloten dat er naar volgend seizoen toe uitsluitend promovendi zouden zijn en dus geen degradanten. Dit zou moeten leiden tot een competitiehervorming die op dat moment nog nader moest worden uitgewerkt.
Een opzet van de competitiehervorming werd op 3 april 2020 bekendgemaakt. Naast het eerdere besluit dat er uitsluidend promovendi en geen degradanten zouden zijn, waren de voornaamste besluiten van deze hervorming dat er geen kampioenen zouden zijn, en dat de eerste en tweede nationale heren en de eerste nationale dames met 2 teams van 8 naar 10 zouden worden uitgebreid. Dit om promovendi van lagere niveaus te faciliteren. Aan de BENE-League Handball 2020/21 zullen dezelfde 6 Belgische ploegen deelnemen als dit seizoen.
Hieronder wordt de situatie getoond zoals deze op 12 maart 2020 bestond, inclusief hetgeen dat in de planning stond. Voor de duidelijkheid, het ingeplande is definitief afgelast en de standen zijn als de eindstanden bepaald.

## Opzet
Er nemen 14 ploegen aan de competitie deel. De 6 "beste" ploegen van vorig seizoen, spelen eerst een volledige competitie in BENE-League verband, terwijl de overige 8 ploegen eerst een volledige competitie in regulier eerste nationale-verband spelen. De BENE-League en de eerste nationale zijn dus deels met elkaar verweven.
Na beëindiging van deze 2 competities worden de 14 ploegen bij elkaar gevoegd, waarbij:
- De 4 Belgische ploegen, die in BENE-League als hoogste zijn geëindigd, gaan in een onderlinge volledige competitie (play-off 1) strijden voor het Belgisch kampioenschap. Hierbij begint de ploeg die in de BENE-League als hoogste is geëindigd met 4 bonuspunten, aflopend tot 1 bonuspunt voor de ploeg die in de BENE-League als vierde is geëindigd. De 2 ploegen die in deze competitie als hoogste eindigen beslissen in een best-of-three wie eindelijk de kampioen van het huidige seizoen wordt. Verder komen deze 4 ploegen volgend seizoen weer in de BENE-League uit.
- De 2 Belgische ploegen, die in BENE-League als laagste zijn geëindigd, spelen onderling een best-of-five. De winnaar van deze tweekamp speelt volgend seizoen wederom in de BENE-League en de verliezende ploeg in de reguliere competitie van de eerste nationale.
- De 4 ploegen, die in het reguliere eerste nationale-seizoen op de eerste vier plaatsen zijn geëindigd, spelen onderling een dubbele volledige competitie (play-off 2) voor de vrijgekomen plek in de BENE-League van volgend seizoen. Hierbij begint de ploeg die in het reguliere eerste nationale-seizoen als eerste is geëindigd met 4 bonuspunten, aflopend tot 1 bonuspunt voor de ploeg die als vierde is geëindigd. De ploeg die in deze competitie als eerste eindigt, promoveert naar de BENE-League.
- De 4 ploegen, die in het reguliere eerste nationale-seizoen op de laatste vier plaatsen zijn geëindigd, spelen onderling een dubbele volledige competitie (play-down) tegen degradatie naar de tweede nationale. Hierbij begint de ploeg die in het reguliere eerste nationale-seizoen als vijfde is geëindigd met 4 bonuspunten, aflopend tot 1 bonuspunt voor de ploeg die als achtste is geëindigd. De ploeg die in deze competitie als laatste eindigt, degradeert naar de tweede nationale.

## Teams
| Ploeg                  | Plaats               | Provincie       | Trainer(s)                                      | Hal                          |
| BENE-League            | BENE-League          | BENE-League     | BENE-League                                     | BENE-League                  |
| ---------------------- | -------------------- | --------------- | ----------------------------------------------- | ---------------------------- |
| HC AtomiX              | Haacht               | Vlaams-Brabant  | Lars Bertels                                    | Sportcomplex Den Dijk        |
| Achilles Bocholt       | Bocholt              | Limburg         | Bart Lenders                                    | De Damburg                   |
| Hubo Initia Hasselt    | Hasselt              | Limburg         | Jo Delpire                                      | Alverberg                    |
| Sporting Pelt          | Pelt                 | Limburg         | Joël Abati Martin Vlijm ontslagen november 2019 | Dommelhof                    |
| Handbal Tongeren       | Tongeren             | Limburg         | Vladimir Tomanović                              | Eburons Dôme                 |
| HC Visé BM             | Wezet                | Luik            | Korneel Douven                                  | Hall Omnisports de Visé      |
| Eerste nationale       |                      |                 |                                                 |                              |
| HC Eynatten-Raeren     | Eynatten             | Luik            | Bruno Thevissen                                 | Sportzentrum Eynatten        |
| Estudiantes HC Tournai | Doornik              | Henegouwen      | Luc Vercauteren                                 | Hall des sports de la C.E.T. |
| HC Don Bosco Gent      | Gent                 | Oost-Vlaanderen | Seyran Krojan                                   | Sporthal Hekers              |
| Apolloon Kortrijk      | Kortrijk             | West-Vlaanderen | Koen Nel                                        | Sporthal Lange Munte         |
| Kreasa Houthalen       | Houthalen-Helchteren | Limburg         | Fred D'hollander                                | Sportcomplex Lakerveld       |
| Olse Merksem HC        | Merksem              | Antwerpen       | Piotr Konitz                                    | Sporthal De Rode Loop        |
| KV Sasja HC            | Hoboken              | Antwerpen       | Alex Jacobs                                     | Sporthal Sorghvliedt         |
| HC Visé BM 2           | Wezet                | Luik            | David Lhoest                                    | Hall Omnisports de Visé      |

## Reguliere competitie

### Stand
| Pos | Team                   | Wed | W  | G | V  | Ptn | DV  | DT  | +/− | Opmerking                                       |
| --- | ---------------------- | --- | -- | - | -- | --- | --- | --- | --- | ----------------------------------------------- |
| 1   | Kreasa Houthalen       | 14  | 10 | 1 | 3  | 21  | 397 | 367 | +30 | Spelen verder in play-off voor BENE-League plek |
| 2   | Apolloon Kortrijk      | 14  | 9  | 2 | 3  | 20  | 402 | 385 | +17 | Spelen verder in play-off voor BENE-League plek |
| 3   | Estudiantes HC Tournai | 14  | 7  | 1 | 6  | 15  | 392 | 376 | +16 | Spelen verder in play-off voor BENE-League plek |
| 4   | Olse Merksem HC        | 14  | 7  | 1 | 6  | 15  | 380 | 373 | +7  | Spelen verder in play-off voor BENE-League plek |
| 5   | HC Eynatten-Raeren     | 14  | 5  | 3 | 6  | 13  | 378 | 371 | +7  | Spelen verder in play-down                      |
| 6   | KV Sasja HC            | 14  | 6  | 0 | 8  | 12  | 372 | 384 | −12 | Spelen verder in play-down                      |
| 7   | HC Don Bosco Gent      | 14  | 5  | 0 | 9  | 10  | 428 | 436 | −8  | Spelen verder in play-down                      |
| 8   | HC Visé BM 2           | 14  | 3  | 0 | 11 | 6   | 348 | 405 | −57 | Spelen verder in play-down                      |

### Uitslagen
| Thuis \ Uit            | E-R   | EST   | GEN   | KOR   | KRE   | MER   | SAS   | VIS   |
| ---------------------- | ----- | ----- | ----- | ----- | ----- | ----- | ----- | ----- |
| HC Eynatten-Raeren     |       | 28–28 | 40–31 | 28–28 | 24–24 | 31–28 | 27–20 | 10–0  |
| Estudiantes HC Tournai | 28–23 |       | 40–24 | 27–26 | 24–25 | 24–22 | 29–31 | 33–29 |
| HC Don Bosco Gent      | 41–29 | 31–27 |       | 29–32 | 35–32 | 35–36 | 24–26 | 36–21 |
| Apolloon Kortrijk      | 27–25 | 26–25 | 31–28 |       | 33–29 | 23–23 | 32–23 | 28–25 |
| Kreasa Houthalen       | 23–31 | 27–21 | 28–23 | 32–25 |       | 29–28 | 34–21 | 37–30 |
| Olse Merksem HC        | 30–29 | 24–28 | 29–26 | 33–27 | 25–27 |       | 22–15 | 30–26 |
| KV Sasja HC            | 30–23 | 34–26 | 32–33 | 29–30 | 28–29 | 28–23 |       | 30–23 |
| HC Visé BM 2           | 33–30 | 26–32 | 33–32 | 29–34 | 19–21 | 25–27 | 29–25 |       |

## Nacompetitie

### Play-down
De 4 ploegen, die in het reguliere eerste nationale seizoen op de plaatsen 5 t/m 8 zijn geëindigd, spelen onderling een dubbele volledige competitie tegen degradatie naar de tweede nationale.
Hierbij begint de ploeg die in het reguliere eerste nationale seizoen als vijfde is geëindigd met 4 bonuspunten, aflopend tot 1 bonuspunt voor de ploeg die als achtste is geëindigd.
De ploeg die in deze competitie als laatste eindigt, degradeert naar de tweede nationale. De andere 3 ploegen spelen volgend seizoen in de reguliere competitie van de eerste nationale 2020/21.
Op nationaal niveau worden dit uiteindelijk de ploegen op de plaatsen 11 t/m 14 in de eindrangschikking.

#### Teams
| Positie                | Team               | Opmerking           |
| ---------------------- | ------------------ | ------------------- |
| No. 5 Eerste nationale | HC Eynatten-Raeren | Begint met 4 punten |
| No. 6 Eerste nationale | KV Sasja HC        | Begint met 3 punten |
| No. 7 Eerste nationale | HC Don Bosco Gent  | Begint met 2 punten |
| No. 8 Eerste nationale | HC Visé BM 2       | Begint met 1 punt   |

>> Volledig afgelast, het getoonde is de oorspronkelijke planning. Reeds gespeelde wedstrijden worden genegeerd. <<

#### Stand
| Pos | Team               | Wed | W | G | V | Ptn | DV  | DT  | +/− | Opmerking                                             |
| --- | ------------------ | --- | - | - | - | --- | --- | --- | --- | ----------------------------------------------------- |
| 1   | HC Eynatten-Raeren | 7   | 4 | 2 | 1 | 14  | 196 | 175 | +21 |                                                       |
| 2   | KV Sasja HC        | 7   | 4 | 1 | 2 | 12  | 181 | 159 | +22 |                                                       |
| 3   | HC Visé BM 2       | 7   | 3 | 1 | 3 | 8   | 179 | 205 | −26 |                                                       |
| 4   | HC Don Bosco Gent  | 7   | 1 | 0 | 6 | 4   | 191 | 208 | −17 | Speelt volgend seizoen in de tweede nationale 2020/21 |

#### Programma/Uitslagen

##### 1steen 2dekwart
| Thuis \ Uit        | E-R   | GEN   | SAS   | VIS   |
| ------------------ | ----- | ----- | ----- | ----- |
| HC Eynatten-Raeren |       | 33–30 | 20–20 | 28–28 |
| HC Don Bosco Gent  | 24–33 |       | 25–33 | 31–22 |
| KV Sasja HC        | 28–22 | 24–22 |       | 30–22 |
| HC Visé BM 2       | 21–35 | 31–28 | 23–22 |       |

##### 3deen 4dekwart
| Thuis \ Uit        | E-R    | GEN   | SAS    | VIS    |
| ------------------ | ------ | ----- | ------ | ------ |
| HC Eynatten-Raeren |        | 4 apr | 25–24  | 9 mei  |
| HC Don Bosco Gent  | 2 mei  |       | 28 mrt | 25 apr |
| KV Sasja HC        | 25 apr | 9 mei |        | 4 apr  |
| HC Visé BM 2       | 29 mrt | 32–31 | 3 mei  |        |

### Play-off 2
De 4 ploegen, die in het reguliere eerste nationale seizoen op de plaatsen 1 t/m 4 zijn geëindigd, spelen onderling een dubbele volledige competitie voor promotie naar de BENE-League 2020/21.
Hierbij begint de ploeg die in het reguliere eerste nationale seizoen als eerste is geëindigd met 4 bonuspunten, aflopend tot 1 bonuspunt voor de ploeg die als vierde is geëindigd.
De ploeg die in deze competitie als eerste eindigt, promoveert naar de BENE-League 2020/21. De andere 3 ploegen spelen volgend seizoen in de reguliere competitie van de eerste nationale 2020/21.
Op nationaal niveau worden dit uiteindelijk de ploegen op de plaatsen 7 t/m 10 in de eindrangschikking.

#### Teams
| Positie                | Team                   | Opmerking           |
| ---------------------- | ---------------------- | ------------------- |
| No. 1 Eerste nationale | Kreasa Houthalen       | Begint met 4 punten |
| No. 2 Eerste nationale | Apolloon Kortrijk      | Begint met 3 punten |
| No. 3 Eerste nationale | Estudiantes HC Tournai | Begint met 2 punten |
| No. 4 Eerste nationale | Olse Merksem HC        | Begint met 1 punt   |

>> Volledig afgelast, het getoonde is de oorspronkelijke planning. Reeds gespeelde wedstrijden worden genegeerd. <<

#### Stand
| Pos | Team                   | Wed | W | G | V | Ptn | DV  | DT  | +/− | Opmerking                                        |
| --- | ---------------------- | --- | - | - | - | --- | --- | --- | --- | ------------------------------------------------ |
| 1   | Kreasa Houthalen       | 6   | 5 | 0 | 1 | 14  | 179 | 164 | +15 | Speelt volgend seizoen in de BENE-League 2020/21 |
| 2   | Estudiantes HC Tournai | 6   | 4 | 0 | 2 | 10  | 170 | 168 | +2  |                                                  |
| 3   | Olse Merksem HC        | 6   | 2 | 0 | 4 | 5   | 168 | 169 | −1  |                                                  |
| 4   | Apolloon Kortrijk      | 6   | 1 | 0 | 5 | 5   | 168 | 184 | −16 |                                                  |

#### Programma/Uitslagen

##### 1steen 2dekwart
| Thuis \ Uit            | EST    | KOR   | KRE   | MER    |
| ---------------------- | ------ | ----- | ----- | ------ |
| Estudiantes HC Tournai |        | 27–24 | 25–29 | 25–26  |
| Apolloon Kortrijk      | 30–31  |       | 27–30 | 21 mrt |
| Kreasa Houthalen       | 22 mrt | 33–29 |       | 26–31  |
| Olse Merksem HC        | 30–32  | 28–30 | 24–26 |        |

##### 3deen 4dekwart
| Thuis \ Uit            | EST   | KOR    | KRE    | MER    |
| ---------------------- | ----- | ------ | ------ | ------ |
| Estudiantes HC Tournai |       | 28 mrt | 2 mei  | 25 apr |
| Apolloon Kortrijk      | 9 mei |        | 25 apr | 4 apr  |
| Kreasa Houthalen       | 5 apr | 35–28  |        | 9 mei  |
| Olse Merksem HC        | 29–30 | 2 mei  | 28 mrt |        |